# Hrušovany u Brna
Hrušovany u Brna là một làng thuộc huyện Brno-venkov, vùng Jihomoravský, Cộng hòa Séc.